# Johan Hübner von Holst
Johan Hübner von Holst (Estocolm, Suècia 1881 - íd. 1945) fou un tirador olímpic suec, guanyador de cinc medalles olímpiques.

## Biografia
Va néixer el 22 d'agost de 1881 a la ciutat d'Estocolm, capital de Suècia.
Va morir a la seva residència d'Estocolm el 13 de juny de 1945.

## Carrera esportiva
Va participar, als 24 anys, en els Jocs Olímpics d'Estiu de 1906 realitzats a Atenes (Grècia), els anomenats Jocs Intercalats i que avui dia no són considerats oficials pel Comitè Olímpic Internacional (COI), on participà en set proves, destacant la medalla de plata aconseguida en la prova de pistola de duel (30 m.) i el cinquè lloc en la prova de pistola ràpida (25 m.).
En els Jocs Olímpics d'Estiu de 1908 celebrats a Londres (Regne Unit) va aconseguir guanyar la medalla de plata en la prova de carabina (50 m. per equips) al costat dels germans Eric Carlberg i Vilhelm Carlberg. En aquests mateixos Jocs participà en quatre proves més, destacant el cinquè lloc aconseguit en pistola ràpida (25 m. per equips).
En els Jocs Olímpics d'Estiu de 1912 realitzats a Estocolm (Suècia), la seva última participació olímpica, aconseguí guanyar la medalla d'or en les proves de pistola militar (30 m. per equips) i carabina (25 m. per equips), la medalla de plata en la carabina (25 m.) i la medalla de bronze en la de pistola de foc (25 m.).